# Віер (Міссісіпі)
Віер (англ. Weir) — місто (англ. town) в США, в окрузі Чокто штату Міссісіпі. Населення — 441 особа (2020).

## Географія
Віер розташований за координатами 33°15′38″ пн. ш. 89°17′42″ зх. д. / 33.26056° пн. ш. 89.29500° зх. д. (33.260500, -89.295058).  За даними Бюро перепису населення США в 2010 році місто мало площу 2,76 км², з яких 2,72 км² — суходіл та 0,04 км² — водойми.

## Демографія
Згідно з переписом 2010 року, у місті мешкало 459 осіб у 199 домогосподарствах у складі 119 родин. Густота населення становила 166 осіб/км².  Було 236 помешкань (85/км²).
Расовий склад населення:
| - 56,6 % — чорних або афроамериканців - 42,9 % — білих - 0,4 % — корінних американців |

До двох чи більше рас належало 0,0 %. Частка іспаномовних становила 0,0 % від усіх жителів.
За віковим діапазоном населення розподілялося таким чином: 22,2 % — особи молодші 18 років, 58,8 % — особи у віці 18—64 років, 19,0 % — особи у віці 65 років та старші. Медіана віку мешканця становила 44,9 року. На 100 осіб жіночої статі у місті припадало 90,5 чоловіків;  на 100 жінок у віці від 18 років та старших — 78,5 чоловіків також старших 18 років.
Середній дохід на одне домашнє господарство  становив 42 603 долари США (медіана — 33 125), а середній дохід на одну сім'ю — 51 878 доларів (медіана — 48 500). Медіана доходів становила 27 750 доларів для чоловіків та 30 536 доларів для жінок. За межею бідності перебувало 40,2 % осіб, у тому числі 78,3 % дітей у віці до 18 років та 41,9 % осіб у віці 65 років та старших.
Цивільне працевлаштоване населення становило 214 особи. Основні галузі зайнятості: виробництво — 33,6 %, освіта, охорона здоров'я та соціальна допомога — 21,5 %, роздрібна торгівля — 15,0 %.